# Christophe Gallier

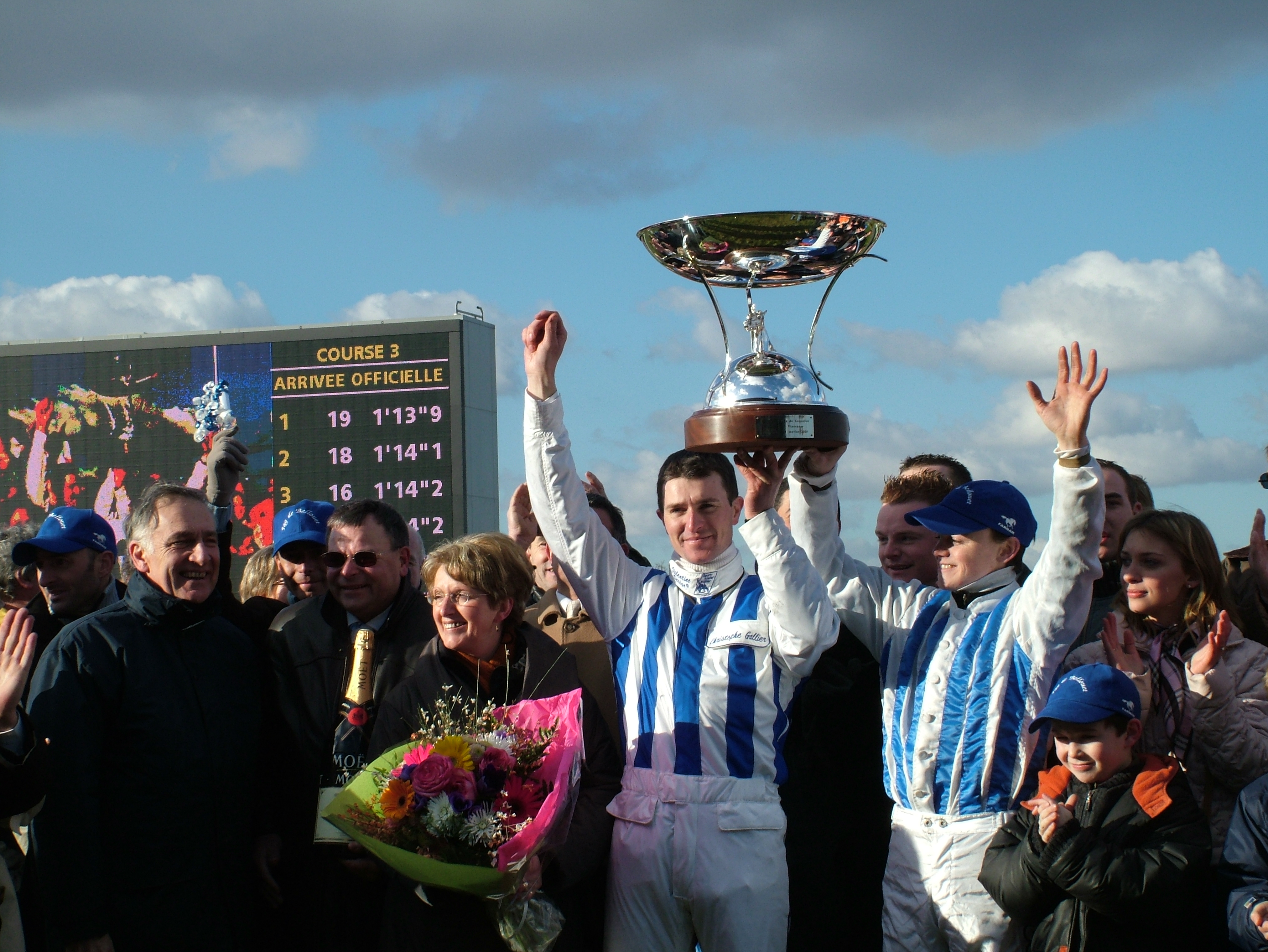
Christophe Gallier,
Prix de Cornulier 2005.

Christophe Gallier, né le 4 décembre 1975, est un driver et entraîneur français qui se distingue dans les courses hippiques.
Il a notamment remporté le Prix d'Amérique avec Jag de Bellouet en 2005.
Christophe Gallier s'occupe également de l'écurie qui porte son nom, l'Écurie Christophe Gallier, écurie de trotteurs installée au Loreur dans la Manche.
Ses couleurs sont : Casaque damier bleu et bleu-clair, toque et manches bleues.

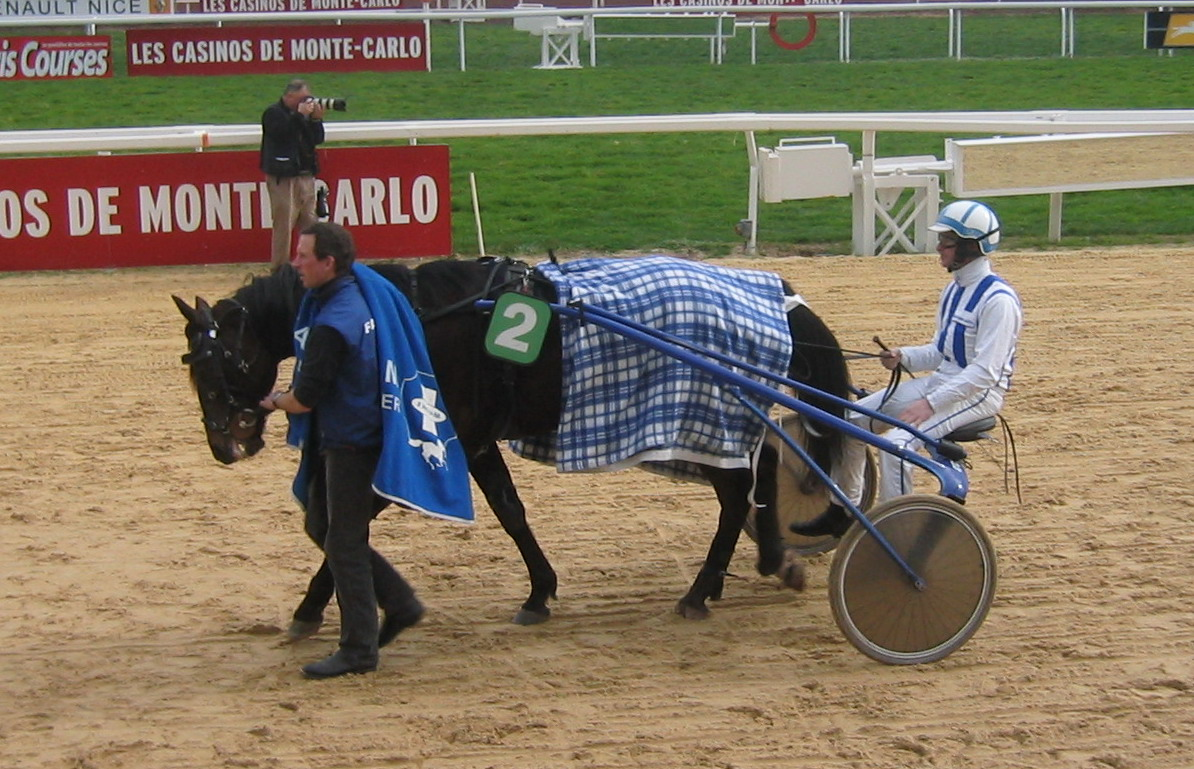
Opus Viervil et Christophe Gallier dans le Critérium de vitesse de Cagnes-sur-Mer.

## Principales victoires
France
- Prix d'Amérique: 2005 Jag de Bellouet
- Prix de France: 2006 Jag de Bellouet
- Prix de Paris: 2004 Jag de Bellouet
- Prix de l'Atlantique: 2004 Jag de Bellouet, 2005 Jag de Bellouet, 2006 Jag de Bellouet
- Prix René Ballière: 2004 Jag de Bellouet, 2005 Jag de Bellouet
- Prix Kerjacques: 2006 Jag de Bellouet
- Prix de Bretagne: 2004 Jag de Bellouet
- Prix du Bourbonnais: 2004 Jag de Bellouet
- Prix de Bourgogne: 2005 Jag de Bellouet
- Prix des Cévennes: 2003 Jag de Bellouet
- Prix de Washington: 2005 Jag de Bellouet, 2006 Jag de Bellouet
- Prix Ariste-Hémard: 2001 Jag de Bellouet
- Prix de Croix: 2007 Opus Viervil
- Prix Albert Demarcq: 2007 Opus Viervil

 Finlande
- Kymi Grand Prix: 2006 Jag de Bellouet